# Naoto Nagaosa
Naoto Nagaosa (jap. 永長 直人, Nagaosa Naoto; * 21. Februar 1958 in Japan) ist ein japanischer Physiker und Professor für Physik an der Universität Tokio.

## Leben und Wirken
Nagaosa erhielt seinen Ph.D. 1986 an der Universität Tokio. 1988 bis 1990 war er Postdoctoral Fellow am Physikdepartment des Massachusetts Institute of Technology. 1991 wurde er Associate Professor am Department for Applied Physics der Universität Tokio. 1998 wurde er dort Full Professor. Er ist außerdem Principal Investigator am Center for Emergent Matter Science am Forschungszentrum RIKEN.
Nagaosa forscht vor allem an der Theorie der kondensierten Materie und an Quantenmaterialien, insbesondere an Hochtemperatur-Supraleitern, Manganiten mit kolossalem Magnetwiderstand, Quanten-Spin-Systemen und Spin-Texturen. Außerdem forscht er an der Spintronik, dort hauptsächlich an der Spin-Bahn-Wechselwirkung, dem anomalen Hall-Effekt und dem Spin-Hall-Effekt.
Nagaosa wurde 1995 mit dem 9. Japanischen IBM Forschungspreis ausgezeichnet. Im selben Jahr erhielt er den Nishinomiya Yukawa Memorial Prize. 1998 wurde er mit dem 2. Superconductivity Science and Technology Award ausgezeichnet. 2004 gewann er den 11. Nissan Science Award, ein Jahr später wurde er mit dem 51. Nishina Memorial Prize ausgezeichnet. 2020 wurde Nagosa in die National Academy of Sciences gewählt.